# Fristat
Fristat er en betegnelse, der gennem tiden er blevet brugt om en række lande og provinser. Ifølge ordbogen er det et landområde der har løsrevet sig  som suveræn stat eller har opnået udstrakt selvstyre i forhold til en dominerende statsmagt

## Eksempler
- Oranjefristaten, nu Fristatprovinsen
- Bayern, officielt Freistaat Bayern
- Sachsen, officielt Freistaat Sachsen
- Thüringen, officielt Freistaat Thüringen
- Den Irske Fristat (1922 – 1937)
- Fristaten Trieste (1947 - 1977)

Betegnelsen er også brugt i uofficielle sammenhænge om (selverklærede) autonome områder, fx Christiania.